# Joachim Mynsinger von Frundeck

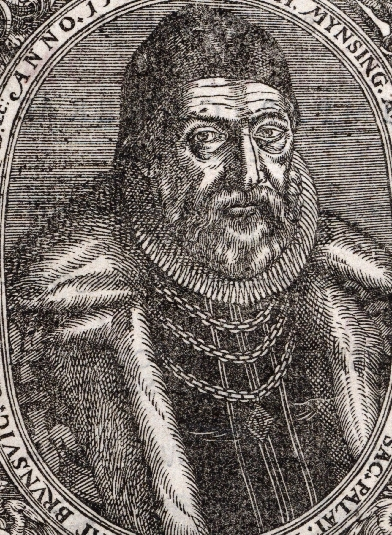
Joachim Mynsinger von Frundeck

Joachim Mynsinger von Frundeck, auch Joachim Münsinger von Frundeck (* 13. August 1514 in Stuttgart; † 3. Mai 1588 in Helmstedt) war ein Jurist der beginnenden Frühen Neuzeit, Kanzler des Fürstentums Braunschweig-Wolfenbüttel und Verfasser zahlreicher neulateinischer Dichtungen.

## Leben
Mynsinger studierte in Dole/Burgund, Tübingen, Padua und Freiburg im Breisgau, wo er als Schüler von Ulrich Zasius im Januar 1536 zum Dr. iur. promovierte.
Von 1548 bis 1556 war er Richter am Reichskammergericht in Speyer, anschließend bis 1573 Kanzler des Fürstentums Braunschweig-Wolfenbüttel; sein Nachfolger wurde Franz Mützeltin. Mynsinger widmete sich vornehmlich wissenschaftlichen Arbeiten, blieb aber dem Herzog als Berater unter dem Titel Vizehofrichter und Rat von Haus aus und erster Vizekanzler der Universität Helmstedt erhalten.

## Bedeutung
Seine bahnbrechende Bedeutung im Bereich der Rechtswissenschaft liegt darin, dass er begonnen hat, anhand der an sich geheim zu haltenden Beratungsunterlagen, die Entscheidungen des Reichskammergerichts zu publizieren, und damit zum Begründer der für die Systematisierung und Fortentwicklung des Rechts bedeutsamen sog. „kameralistischen Jurisprudenz“ wurde. Seine erstmals im Jahr 1563 erschienenen Singularium Observationum Judicii Imperialis Camerae centuriae quatuor erschienen immer wieder erweitert bis zum Ende des 17. Jahrhunderts in mehr als 20 Auflagen.

## Mynsinger als Dichter

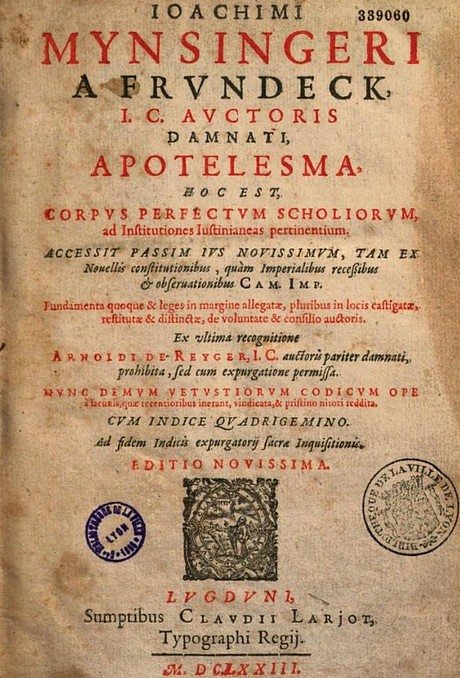
Apotelesma, Nachdruck aus dem Jahr 1673

Mynsinger verfasste seit seiner Jugend neulateinische Gedichte verschiedener Gattungen, so etwa, als Zeichen seiner lebenslangen Verehrung für die Habsburger, das Epos Austriados libri duo. Diese wurden 1585 in einer von Heinrich Meibom veranstalteten Gesamtausgabe der Dichtungen neu abgedruckt und dafür teilweise stark überarbeitet.

## Werke
- Ioachimi Mynsingeri A'Frundeck ... Singularium observationum iudicii imperialis camerae (uti vocant) Centuria quatuor, ... - Basileae : Episcopius, 1563.
- Ioachimi Mynsingeri A'Frundeck ... Responsorum Iuris, sive consiliorum decades decem, sive centuria integra, Nunc ndeuo in communem Iuris studiosorum usum emendatius editae. Acceßit index ... - Basileae : Gemusaeus, 1596. Digitalisierte Ausgabe der Universitäts- und Landesbibliothek Düsseldorf